# Grupno prvenstvo Splitskog nogometnog podsaveza 1953./54.
Grupno prvenstvo Splitskog nogometnog podsaveza je u sezoni 1953./54. predstavljalo ligu petog ranga nogometmog prvenstva Jugoslavije. 
 
Sudjelovalo je 18 klubova raspoređenih u tri grupe. 

## I. grupa

### Ljestvica
| Poredak | Klub              | Utakmica | Pobjeda | Neodlučeno | Poraza | Postigli golova | Primili golova | Gol-razlika | Bodova |
| ------- | ----------------- | -------- | ------- | ---------- | ------ | --------------- | -------------- | ----------- | ------ |
| 1.      | Radnički Šibenik  | 8        | 6       | 0          | 2      | 25              | 10             | +15         | 12     |
| 2.      | Vlado Bagat Zadar | 8        | 5       | 1          | 2      | 17              | 9              | +8          | 11     |
| 3.      | Rudar Siverić     | 8        | 4       | 2          | 2      | 13              | 15             | -2          | 10     |
| 4.      | Primorac Biograd  | 8        | 1       | 1          | 6      | 9               | 21             | -12         | 3      |
| 5.      | Velebit Benkovac  | 8        | 1       | 1          | 6      | 12              | 21             | -9          | 3      |

### Rezultatska križaljka
| kratica | klub              | PRI | RAD | RUD | VEL | VLB |
| --- | ----------------- | --- | --- | --- | --- | --- |
| PRI | Primorac Biograd  |     |     |     |     |     |
| RAD | Radnički Šibenik  |     |     |     |     |     |
| RUD | Rudar Siverić     |     |     |     |     |     |
| VEL | Velebit Benkovac  |     |     |     |     |     |
| VLB | Vlado Bagat Zadar |     |     |     |     |     |
| |                   |     |     |     |     |     |
| podebljan rezultat - utakmice od 1. do 5. kola (1. utakmica između klubova) rezultat normalne debljine - utakmice od 6. do 10. kola (2. utakmica između klubova) rezultat nakošen - nije vidljiv redoslijed odigravanja međusobnih utakmica iz dostupnih izvora rezultat nakošen i smanjen * - iz dostupnih izvora nije uočljiv domaćin susreta prekrižen rezultat - poništena ili brisana utakmica p - utakmica prekinuta 3:0 p.f. / 0:3 p.f. - rezultat 3:0 bez borbe |                   |     |     |     |     |     |

 Izvori: 

## II. grupa

### Ljestvica
| Poredak | Klub                      | Utakmica | Pobjeda | Neodlučeno | Poraza | Postigli golova | Primili golova | Gol-razlika | Bodova |
| ------- | ------------------------- | -------- | ------- | ---------- | ------ | --------------- | -------------- | ----------- | ------ |
| 1.      | Orkan Dugi Rat            | 16       | 12      | 2          | 2      | 58              | 19             | +39         | 26     |
| 2.      | Omladinac Vranjic         | 16       | 12      | 2          | 2      | 53              | 19             | +34         | 26     |
| 3.      | Iskra Omiš                | 16       | 8       | 2          | 6      | 32              | 27             | +5          | 18     |
| 4.      | Metalac Split             | 16       | 7       | 2          | 7      | 33              | 35             | -2          | 16     |
| 5.      | Troglav Livno             | 16       | 7       | 2          | 7      | 26              | 33             | -7          | 16     |
| 6.      | Jugovinil Kaštel Gomilica | 16       | 5       | 4          | 7      | 33              | 37             | -4          | 14     |
| 7.      | Primorac Stobreč          | 16       | 4       | 4          | 8      | 27              | 42             | -15         | 12     |
| 8.      | Sjever Split              | 16       | 3       | 3          | 10     | 22              | 46             | -24         | 9      |
| 9.      | Borac Glavice             | 16       | 1       | 5          | 10     | 23              | 49             | -26         | 7      |

- "Troglav" – klub iz Bosne i Hercegovine

### Rezultatska križaljka
| kratica | klub                      | BOR | ISK | MET | JUG | MET | OML | PRI | SJE | TRO |
| --- | ------------------------- | --- | --- | --- | --- | --- | --- | --- | --- | --- |
| BOR | Borac Glavice             |     |     |     |     |     |     |     |     |     |
| ISK | Iskra Omiš                |     |     |     |     |     |     |     |     |     |
| JUG | Jugovinil Kaštel Gomilica |     |     |     |     |     |     |     |     |     |
| MET | Metalac Split             |     |     |     |     |     |     |     |     |     |
| OML | Omladinac Vranjic         |     |     |     |     |     |     |     |     |     |
| ORK | Orkan Dugi Rat            |     |     |     |     |     |     |     |     |     |
| PRI | Primorac Stobreč          |     |     |     |     |     |     |     |     |     |
| SJE | Sjever Split              |     |     |     |     |     |     |     |     |     |
| TRO | Troglav Livno             |     |     |     |     |     |     |     |     |     |
| |                           |     |     |     |     |     |     |     |     |     |
| podebljan rezultat - utakmice od 1. do 9. kola (1. utakmica između klubova) rezultat normalne debljine - utakmice od 10. do 18. kola (2. utakmica između klubova) rezultat nakošen - nije vidljiv redoslijed odigravanja međusobnih utakmica iz dostupnih izvora rezultat nakošen i smanjen * - iz dostupnih izvora nije uočljiv domaćin susreta prekrižen rezultat - poništena ili brisana utakmica p - utakmica prekinuta 3:0 p.f. / 0:3 p.f. - rezultat 3:0 bez borbe |                           |     |     |     |     |     |     |     |     |     |

 Izvori: 

## III. grupa

### Ljestvica
| Poredak | Klub              | Utakmica | Pobjeda | Neodlučeno | Poraza | Postigli golova | Primili golova | Gol-razlika | Bodova |
| ------- | ----------------- | -------- | ------- | ---------- | ------ | --------------- | -------------- | ----------- | ------ |
| 1.      | Neretvanac Opuzen | 6        | 6       | 0          | 0      | 25              | 4              | +21         | 12     |
| 2.      | Zmaj Blato        | 6        | 3       | 1          | 2      | 14              | 15             | -1          | 7      |
| 3.      | Rat Kuna Pelješka | 6        | 2       | 0          | 4      | 9               | 17             | -8          | 4      |
| 4.      | Hajduk Vela Luka  | 6        | 0       | 1          | 5      | 8               | 20             | -12         | 1      |

### Rezultatska križaljka
| kratica | klub              | HAJ | NER | RAT | ZMAJ |
| --- | ----------------- | --- | --- | --- | ---- |
| HAJ | Hajduk Vela Luka  |     |     |     |      |
| NER | Neretvanac Opuzen |     |     |     |      |
| RAT | Rat Kuna Pelješka |     |     |     |      |
| ZMAJ | Zmaj Blato        |     |     |     |      |
| |                   |     |     |     |      |
| podebljan rezultat - utakmice od 1. do 3. kola (1. utakmica između klubova) rezultat normalne debljine - utakmice od 4. do 6. kola (2. utakmica između klubova) rezultat nakošen - nije vidljiv redoslijed odigravanja međusobnih utakmica iz dostupnih izvora rezultat nakošen i smanjen * - iz dostupnih izvora nije uočljiv domaćin susreta prekrižen rezultat - poništena ili brisana utakmica p - utakmica prekinuta 3:0 p.f. / 0:3 p.f. - rezultat 3:0 bez borbe |                   |     |     |     |      |

 Izvori: 

## Kvalifikcije

### Ljestvica
| Poredak | Klub              | Utakmica | Pobjeda | Neodlučeno | Poraza | Postigli golova | Primili golova | Gol-razlika | Bodova |
| ------- | ----------------- | -------- | ------- | ---------- | ------ | --------------- | -------------- | ----------- | ------ |
| 1.      | Orkan Dugi Rat    | 6        | 4       | 0          | 2      | 10              | 12             | –2          | 8      |
| 2.      | Neretvanac Opuzen | 6        | 3       | 0          | 3      | 12              | 8              | +4          | 6      |
| 3.      | Radnički Šibenik  | 6        | 3       | 0          | 3      | 10              | 10             | 0           | 6      |
| 4.      | Omladinac Vranjic | 6        | 2       | 0          | 4      | 9               | 11             | –2          | 4      |

### Rezultatska križaljka
| kratica | klub              | NER | OML | ORK | RAD |
| --- | ----------------- | --- | --- | --- | --- |
| NER | Neretvanac Opuzen |     |     |     |     |
| OML | Omladinac Vranjic |     |     |     |     |
| ORK | Orkan Dugi Rat    |     |     |     |     |
| RAD | Radnički Šibenik  |     |     |     |     |
| |                   |     |     |     |     |
| podebljan rezultat - utakmice od 1. do 3. kola (1. utakmica između klubova) rezultat normalne debljine - utakmice od 4. do 6. kola (2. utakmica između klubova) rezultat nakošen - nije vidljiv redoslijed odigravanja međusobnih utakmica iz dostupnih izvora rezultat nakošen i smanjen * - iz dostupnih izvora nije uočljiv domaćin susreta prekrižen rezultat - poništena ili brisana utakmica p - utakmica prekinuta 3:0 p.f. / 0:3 p.f. - rezultat 3:0 bez borbe |                   |     |     |     |     |

 Izvori: 

## Poveznice
- Prvenstvo Splitskog nogometnog podsaveza 1953./54.